# Mário Zanini
Mário Zanini (nace en São Paulo, 10 de septiembre de 1907, fallece en São Paulo, el 16 de agosto de 1971) fue un pintor y decorador brasileño.
Descendiente de familia humilde, todavía adolescente frecuentó la Escuela de Belas Artes. Participó de los principales certámenes oficialess del país. Hizo un viaje de estudios a Europa en 1950. Participó de las tres primeras Bienales de São Paulo.
Formó parte del Grupo Santa Helena, núcleo de la futura Familia Artística Paulista. Lo que, sin embargo, lo distingue de los demás integrantes del Grupo Santa Helena y de la Familia Artística Paulista es su colorido, intenso, profundo, casi ingénuo: al lado de Alfredo Volpi, Zanini uno de los grandes coloristas de la moderna pintura brasileña.